# Bataille de Coruche
Soulèvement migueliste de 1826-1827
Batailles
- Coruche
- Vila da Praia (navale)
- Porto
- Ponte Ferreira
- Souto Redondo
- Cap Saint-Vincent (navale)
- Alcácer do Sal
- Pernes
- Almoster
- Sant’Ana
- Asseiceira

La bataille de Coruche a été livrée le 9 janvier 1827 au Portugal pendant le soulèvement absolutiste de 1826-1827 contre l'application de la Charte constitutionnelle portugaise de 1826 jugée trop libérale, et qui précède la guerre civile portugaise de 1828-1834.
Seule bataille majeure de ce soulèvement, elle opposa près de Coruche, les troupes libérales commandées par le Marquis de Vila Flor, aux forces absolutistes. Malgré leur supériorité numérique, ces dernières furent mises en déroute par les troupes gouvernementales beaucoup plus disciplinées et obligées de se réfugier en Galice.

## Référence
Article en portugais sur le soulèvement migueliste de 1826-1827